# ستيفن ماكبرايد
ستيفن ماكبرايد (بالإنجليزية: Stephen McBride)‏ هو لاعب كرة قدم بريطاني في مركز الهجوم، ولد في 2 مايو 1964 في لورغان ‏ في المملكة المتحدة. شارك مع منتخب أيرلندا الشمالية تحت 23 سنة لكرة القدم ومنتخب أيرلندا الشمالية لكرة القدم. أما مع النوادي، فقد لعب مع غلينافون ونادي بانغور ونادي كروسيدرز ونادي لينفيلد ونادي ماذرويل.